# Hochbunker Blumenstraße

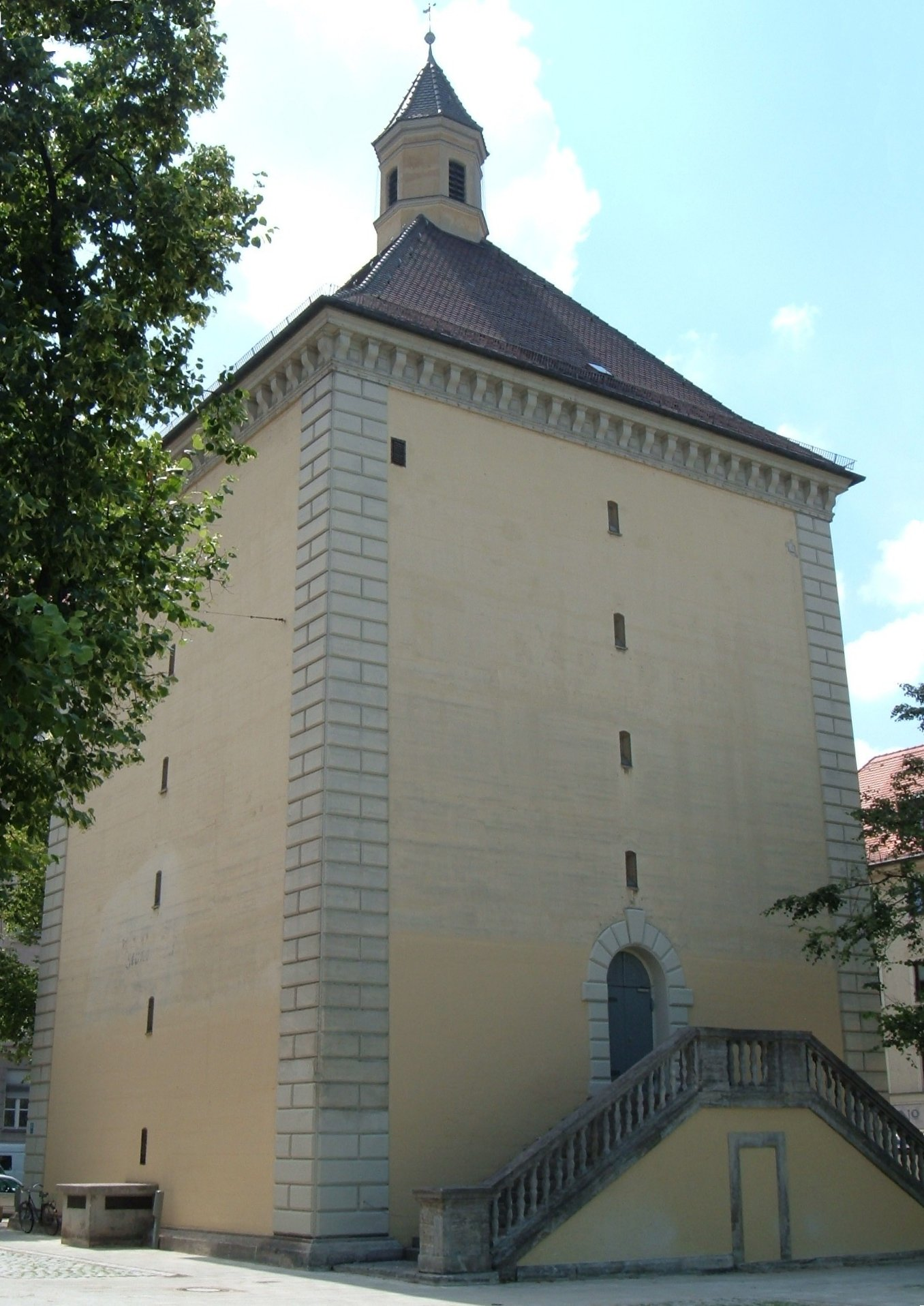
Hochbunker in der Blumenstraße 22

Der Hochbunker Blumenstraße, auch Blumenbunker genannt, ist ein oberirdischer Luftschutzbunker aus dem Zweiten Weltkrieg an der Blumenstraße 22 in München. Er wurde 1941 nach Plänen von Karl Meitinger durch das städtische Baureferat im Zentrum der Stadt errichtet. Die Errichtung geschah im Rahmen des Führer-Sofortprogramms, in dem München zum „Luftschutzort I. Ordnung“ eingestuft wurde. Bis zu Kriegsende wurden 48 Bunker mit ähnlicher Kapazität in München gebaut. In dem Bunker sollten bis zu 1.200 Menschen Schutz vor Luftangriffen finden. Zur Einweihung erschien der damalige Reichsminister für Bewaffnung und Munition Fritz Todt.
Der Bunker wurde in der Form eines barocken Wehrturms über einem quadratischen Grundriss errichtet. Die Kantenlängen messen etwa 14,25 Meter. Das sechsstöckige Gebäude ist oberirdisch von bis zu 1,30 Metern dicken Außenmauern eingefasst, die Mauern sind im Keller bis zu 1,80 Meter dick und bestehen aus Stahlbeton. Die Decke des Turms bildet eine zwei Meter dicke Betonschicht. Auf den Turm aufgesetzt ist ein Zeltdach, das mit einem Dachreiter abschließt.
Einziges Nachbargebäude im Straßenblock ist die nordöstlich gelegene Schrannenhalle.

## Architektonische Besonderheiten
Viele der Bunker in München wurden, wenn möglich, in historischen Stilen gebaut um sich der Umgebung anzupassen, so dass sie aus der Luft schwerer zu erkennen waren. Ein anderer Grund war, dass die Bunker in das Münchner Stadtbild passten mussten, weil man sie nach dem erwarteten Sieg stehenlassen wollte. Die Tarnung wurde zu Beginn der Flächenbombardements allerdings nutzlos.

## Nachkriegszeit
Im Dezember 1945 erließ der Alliierte Kontrollrat die Direktiven Nr. 22 und 23, die den Rückbau von Festungsanlagen auf deutschem Boden regelten und den Bunkerneubau verboten. Dies geschah im Rahmen der Entmilitarisierung Deutschlands und wurde in den einzelnen Besatzungszonen unterschiedlich umgesetzt. Viele der Bunker blieben jedoch erhalten. Dies geschah vor allem wegen des Beginns des Kalten Krieges und der Integration der beiden deutschen Staaten in die jeweiligen Militärbündnisse der Siegermächte. Der Bunker in der Blumenstraße sollte 1947 im Rahmen dieser Direktiven gesprengt werden, dies wurde aber von der Stadtverwaltung verhindert, die argumentierte, dass der Bunker keine militärische Funktion mehr besaß und dem Zivilschutz dienen könnte. In den 1960ern wurde der Bunker saniert und der Zivilschutzordnung unterstellt, mit einer Kapazität von 750 Leuten für die Dauer von 48 Stunden. Der Bunker erhielt mit dieser Sanierung eigene Sanitär- und Lüftungsanlagen, um einen potenziellen Atomangriff zu überstehen.

## Zukunft
Der Hochbunker untersteht weiterhin der Zivilschutzordnung, aber seit zwei Jahrzehnten nach dem Ende des Kalten Krieges wird über eine neue Nutzung nachgedacht. Der anhaltende Frieden in Europa sowie die geringe Wahrscheinlichkeit, dass München von Naturkatastrophen heimgesucht wird, bedeutet, dass die Nutzung des Bunkers für den Zivilschutz nicht mehr höchste Priorität genießt. Außerdem ist eine Kapazität von 750 Personen, die schon zu Kriegszeiten nicht ausreichend war, viel zu niedrig für München heute.
Viele lokale Interessensgruppen präsentierten in den letzten Jahren ihre Vorstellungen von möglichen Nutzungen für den Bunker. So kamen Vorschläge aus der Gastronomie um den Bunker in ein Café oder in ein Restaurant umzuwandeln. Vorschläge kamen auch von Privatpersonen, wie zum Beispiel Karlheinz Kümmel, der eine große Privatkollektion zum Thema Luftkrieg und Bunker in München besitzt. Sein Vorschlag war es ein Museum über Bunker einzurichten, was auch von der CSU unterstützt wurde. Im September 2016 fiel dann allerdings eine Entscheidung des Kommunalausschusses des Stadtrats, der entschied, dass aus dem Bunker ein Museum für Baukultur und Stadtentwicklung eingerichtet werden sollte. Ein Betreiber und ein Nutzungskonzept muss noch gefunden werden, der Bunker untersteht auch nach dieser Entscheidung, immer noch der Zivilschutzordnung.
Im Oktober 2021 wurde beschlossen, den Bunker zu einem öffentlichen Zentrum für Architektur zu öffnen.